# Gran Premio motociclistico di Thailandia 2023
Il Gran Premio motociclistico di Thailandia 2023 è stata la diciassettesima prova del motomondiale del 2023. Le vittorie nelle tre classi sono andate a: Jorge Martín nella Sprint e nella gara della MotoGP, Fermín Aldeguer in Moto2 e David Alonso in Moto3.

## MotoGP

### Sprint

#### Arrivati al traguardo
| Pos. | Nº | Pilota            | Squadra                     | Motocicletta       | Giri | Tempo     | Griglia | Punti |
| ---- | -- | ----------------- | --------------------------- | ------------------ | ---- | --------- | ------- | ----- |
| 1º   | 89 | Jorge Martín      | Prima Pramac Racing         | Ducati Desmosedici | 13   | 19'41.593 | 1º      | 12    |
| 2º   | 33 | Brad Binder       | Red Bull KTM Factory Racing | KTM RC16           | 13   | +0.933    | 5º      | 9     |
| 3º   | 10 | Luca Marini       | Mooney VR46 Racing          | Ducati Desmosedici | 13   | +1.841    | 2º      | 7     |
| 4º   | 93 | Marc Márquez      | Repsol Honda                | Honda RC213V       | 13   | +3.503    | 8º      | 6     |
| 5º   | 41 | Aleix Espargaró   | Aprilia Racing              | Aprilia RS-GP      | 13   | +3.581    | 3º      | 5     |
| 6º   | 72 | Marco Bezzecchi   | Mooney VR46 Racing          | Ducati Desmosedici | 13   | +4.029    | 4º      | 4     |
| 7º   | 1  | Francesco Bagnaia | Ducati Lenovo               | Ducati Desmosedici | 13   | +4.121    | 6º      | 3     |
| 8º   | 73 | Álex Márquez      | Gresini Racing              | Ducati Desmosedici | 13   | +6.727    | 7º      | 2     |
| 9º   | 5  | Johann Zarco      | Prima Pramac Racing         | Ducati Desmosedici | 13   | +7.323    | 11º     | 1     |
| 10º  | 43 | Jack Miller       | Red Bull KTM Factory Racing | KTM RC16           | 13   | +9.240    | 15º     |       |
| 11º  | 20 | Fabio Quartararo  | Monster Energy Yamaha       | Yamaha YZR-M1      | 13   | +9.339    | 10º     |       |
| 12º  | 36 | Joan Mir          | Repsol Honda                | Honda RC213V       | 13   | +10.356   | 19º     |       |
| 13º  | 23 | Enea Bastianini   | Ducati Lenovo               | Ducati Desmosedici | 13   | +12.312   | 21º     |       |
| 14º  | 25 | Raúl Fernández    | CrpytoData RNF              | Aprilia RS-GP      | 13   | +15.390   | 14º     |       |
| 15º  | 21 | Franco Morbidelli | Monster Energy Yamaha       | Yamaha YZR-M1      | 13   | +15.535   | 18º     |       |
| 16º  | 44 | Pol Espargaró     | GasGas Factory Racing Tech3 | KTM RC16           | 13   | +15.644   | 17º     |       |
| 17º  | 88 | Miguel Oliveira   | CrpytoData RNF              | Aprilia RS-GP      | 13   | +17.753   | 20º     |       |
| 18º  | 12 | Maverick Viñales  | Aprilia Racing              | Aprilia RS-GP      | 13   | +22.675   | 9º      |       |
| 19º  | 30 | Takaaki Nakagami  | LCR Honda Idemitsu          | Honda RC213V       | 13   | +37.854   | 16º     |       |

#### Ritirati
| Nº | Pilota                | Squadra                     | Motocicletta       | Giri | Griglia |
| -- | --------------------- | --------------------------- | ------------------ | ---- | ------- |
| 49 | Fabio Di Giannantonio | Gresini Racing              | Ducati Desmosedici | 9    | 13º     |
| 37 | Augusto Fernández     | GasGas Factory Racing Tech3 | KTM RC16           | 5    | 12º     |

### Gara

#### Arrivati al traguardo
| Pos. | Nº | Pilota                | Squadra                     | Motocicletta       | Giri | Tempo     | Griglia | Punti |
| ---- | -- | --------------------- | --------------------------- | ------------------ | ---- | --------- | ------- | ----- |
| 1º   | 89 | Jorge Martín          | Prima Pramac Racing         | Ducati Desmosedici | 26   | 39'40.045 | 1º      | 25    |
| 2º   | 1  | Francesco Bagnaia     | Ducati Lenovo               | Ducati Desmosedici | 26   | +0.253    | 6º      | 20    |
| 3º   | 33 | Brad Binder           | Red Bull KTM Factory Racing | KTM RC16           | 26   | +0.114    | 5º      | 16    |
| 4º   | 72 | Marco Bezzecchi       | Mooney VR46 Racing          | Ducati Desmosedici | 26   | +2.005    | 4º      | 13    |
| 5º   | 20 | Fabio Quartararo      | Monster Energy Yamaha       | Yamaha YZR-M1      | 26   | +4.550    | 10º     | 11    |
| 6º   | 93 | Marc Márquez          | Repsol Honda                | Honda RC213V       | 26   | +5.362    | 8º      | 10    |
| 7º   | 10 | Luca Marini           | Mooney VR46 Racing          | Ducati Desmosedici | 26   | +6.778    | 2º      | 9     |
| 8º   | 41 | Aleix Espargaró       | Aprilia Racing              | Aprilia RS-GP      | 26   | +7.303    | 3º      | 8     |
| 9º   | 49 | Fabio Di Giannantonio | Gresini Racing              | Ducati Desmosedici | 26   | +7.569    | 13º     | 7     |
| 10º  | 5  | Johann Zarco          | Prima Pramac Racing         | Ducati Desmosedici | 26   | +9.377    | 11º     | 6     |
| 11º  | 21 | Franco Morbidelli     | Monster Energy Yamaha       | Yamaha YZR-M1      | 26   | +11.168   | 18º     | 5     |
| 12º  | 36 | Joan Mir              | Repsol Honda                | Honda RC213V       | 26   | +11.990   | 19º     | 4     |
| 13º  | 23 | Enea Bastianini       | Ducati Lenovo               | Ducati Desmosedici | 26   | +12.323   | 21º     | 3     |
| 14º  | 30 | Takaaki Nakagami      | LCR Honda Idemitsu          | Honda RC213V       | 26   | +14.537   | 16º     | 2     |
| 15º  | 25 | Raúl Fernández        | CryptoData RNF              | Aprilia RS-GP      | 26   | +15.093   | 14º     | 1     |
| 16º  | 43 | Jack Miller           | Red Bull KTM Factory Racing | KTM RC16           | 26   | +17.640   | 15º     |       |
| 17º  | 37 | Augusto Fernández     | GasGas Factory Racing Tech3 | KTM RC16           | 26   | +21.307   | 12º     |       |
| 18º  | 44 | Pol Espargaró         | GasGas Factory Racing Tech3 | KTM RC16           | 26   | +21.435   | 17º     |       |

#### Ritirati
| Nº | Pilota           | Squadra        | Motocicletta       | Giri | Griglia |
| -- | ---------------- | -------------- | ------------------ | ---- | ------- |
| 12 | Maverick Viñales | Aprilia Racing | Aprilia RS-GP      | 23   | 9º      |
| 73 | Álex Márquez     | Gresini Racing | Ducati Desmosedici | 12   | 7º      |
| 88 | Miguel Oliveira  | CryptoData RNF | Aprilia RS-GP      | 6    | 20º     |

## Moto2

### Arrivati al traguardo
| Pos. | Nº | Pilota           | Squadra                        | Motocicletta | Giri | Tempo     | Griglia | Punti |
| ---- | -- | ---------------- | ------------------------------ | ------------ | ---- | --------- | ------- | ----- |
| 1º   | 14 | Fermín Alderguer | CAG SpeedUp                    | Boscoscuro   | 22   | 35'20.880 | 1°      | 25    |
| 2º   | 37 | Pedro Acosta     | Red Bull KTM Ajo               | Kalex        | 22   | +3.481    | 2º      | 20    |
| 3º   | 35 | Somkiat Chantra  | Idemitsu Honda Team Asia       | Kalex        | 22   | +9.794    | 5°      | 16    |
| 4º   | 14 | Tony Arbolino    | Elf Marc VDS Racing            | Kalex        | 22   | +12.923   | 8°      | 13    |
| 5º   | 79 | Ai Ogura         | Idemitsu Honda Team Asia       | Kalex        | 22   | +14.451   | 19°     | 11    |
| 6º   | 24 | Marcos Ramírez   | OnlyFans American Racing       | Kalex        | 22   | +14.816   | 6°      | 10    |
| 7º   | 75 | Albert Arenas    | Red Bull KTM Ajo               | Kalex        | 22   | +15.030   | 3°      | 9     |
| 8°   | 21 | Alonso López     | CAG SpeedUp                    | Boscoscuro   | 22   | +18.360   | 3°      | 8     |
| 9º   | 28 | Izan Guevara     | Tensite GasGas Apsat           | Kalex        | 22   | +19.798   | 17°     | 7     |
| 10º  | 18 | Manuel González  | Correos Prepago Yamaha VR46    | Kalex        | 22   | +20.564   | 20°     | 6     |
| 11º  | 40 | Arón Canet       | Pons Wegow Los40               | Kalex        | 22   | +20.932   | 4°      | 5     |
| 12º  | 71 | Dennis Foggia    | Italtrans Racing               | Kalex        | 22   | +24.198   | 16°     | 4     |
| 13º  | 52 | Jeremy Alcoba    | QJMotor Gresini                | Kalex        | 22   | +25.593   | 13°     | 3     |
| 14º  | 22 | Sam Lowes        | Elf Marc VDS Racing            | Kalex        | 22   | +26.526   | 14°     | 2     |
| 15º  | 15 | Darryn Binder    | Liqui Moly Husqvarna Intact GP | Kalex        | 22   | +33.565   | 25°     | 1     |
| 16º  | 64 | Bo Bendsneyder   | Pertamina Mandalika SAG        | Kalex        | 22   | +33.716   | 21°     |       |
| 17º  | 12 | Filip Salač      | QJMotor Gresini                | Kalex        | 22   | +33.734   | 18°     |       |
| 18º  | 7  | Barry Baltus     | Fieten Olie Racing GP          | Kalex        | 22   | +35.157   | 22°     |       |
| 19º  | 17 | Álex Escrig      | Forward Team                   | Forward      | 22   | +37.586   | 23°     |       |
| 20º  | 33 | Rory Skinner     | OnlyFans American Racing       | Kalex        | 22   | +42.531   | 30°     |       |
| 21°  | 9  | Mattia Casadei   | Fantic Racing                  | Kalex        | 22   | +55.552   | 28°     |       |
| 22°  | 5  | Kōta Nozane      | Correos Prepago Yamaha VR46    | Kalex        | 22   | +64.820   | 29°     |       |
| 23°  | 3  | Lukas Tulovic    | Liqui Moly Husqvarna Intact GP | Kalex        | 22   | +87.793   | 26°     |       |

### Ritirati
| Nº | Pilota                  | Squadra                 | Motocicletta | Giri | Griglia |
| -- | ----------------------- | ----------------------- | ------------ | ---- | ------- |
| 84 | Zonta van den Goorbergh | Fieten Olie Racing GP   | Kalex        | 18   | 15°     |
| 11 | Sergio García           | Pons Wegow Los40        | Kalex        | 7    | 11°     |
| 96 | Jake Dixon              | Tensite GasGas Aspar    | Kalex        | 4    | 9°      |
| 13 | Celestino Vietti        | Fantic Racing           | Kalex        | 4    | 12°     |
| 23 | Taiga Hada              | Pertamina Mandalika SAG | Kalex        | 2    | 24°     |
| 16 | Joe Roberts             | Italtrans Racing        | Kalex        | 2    | 10°     |
| 67 | Alberto Surra           | Forward Team            | Forward      | 0    | 27°     |

## Moto3

### Arrivati al traguardo
| Pos. | Nº | Pilota               | Squadra                        | Motocicletta  | Giri | Tempo     | Griglia | Punti |
| ---- | -- | -------------------- | ------------------------------ | ------------- | ---- | --------- | ------- | ----- |
| 1°   | 80 | David Alonso         | Gaviota GasGas Aspar           | Gas Gas       | 19   | 32'45.307 | 12°     | 25    |
| 2°   | 72 | Taiyo Furusato       | Honda Team Asia                | Honda NSF250R | 19   | +0.266    | 6°      | 20    |
| 3°   | 95 | Collin Veijer        | Liqui Moly Husqvarna Intact GP | Husqvarna     | 19   | +0.359    | 5°      | 16    |
| 4°   | 5  | Jaume Masiá          | Leopard Racing                 | Honda NSF250R | 19   | +0.382    | 7°      | 13    |
| 5º   | 53 | Deniz Öncü           | Red Bull KTM Ajo               | KTM RC 250 GP | 19   | +0.557    | 1°      | 11    |
| 6º   | 96 | Daniel Holgado       | Red Bull KTM Tech3             | KTM RC 250 GP | 19   | +1.133    | 11°     | 10    |
| 7º   | 18 | Matteo Bertelle      | Rivacold Snipers               | Honda NSF250R | 19   | +1.288    | 13°     | 7     |
| 8º   | 54 | Riccardo Rossi       | SIC58 Squadra Corse            | Honda NSF250R | 19   | +1.307    | 17°     | 8     |
| 9º   | 6  | Ryusei Yamanaka      | Gaviota GasGas Aspar           | Gas Gas       | 19   | +1.413    | 5°      | 7     |
| 10º  | 27 | Kaito Toba           | SIC58 Squadra Corse            | Honda NSF250R | 19   | +1.445    | 22°     | 6     |
| 11º  | 48 | Iván Ortolá          | Angeluss MTA                   | KTM RC 250 GP | 19   | +1.468    | 16°     | 5     |
| 12º  | 66 | Joel Kelso           | CFMoto Racing PrüstelGP        | CFMoto        | 19   | +2.337    | 14°     | 4     |
| 13º  | 10 | Diogo Moreira        | MT Helmets - MSI               | KTM RC 250 GP | 19   | +2.409    | 2°      | 3     |
| 14º  | 43 | Xavier Artigas       | CFMoto Racing PrüstelGP        | CFMoto        | 19   | +6.497    | 19°     | 2     |
| 15º  | 31 | Adrián Fernández     | Leopard Racing                 | Honda NSF250R | 19   | +6.663    | 8°      | 1     |
| 16º  | 99 | José Antonio Rueda   | Red Bull KTM Ajo               | KTM RC 250 GP | 19   | +6.813    | 9°      |       |
| 17°  | 82 | Stefano Nepa         | Angeluss MTA                   | KTM RC 250 GP | 19   | +6.972    | 15°     |       |
| 18°  | 21 | Vicente Pérez        | Boé Motorsports                | KTM RC 250 GP | 19   | +14.484   | 23°     |       |
| 19°  | 7  | Filippo Farioli      | Red Bull KTM Tech3             | KTM RC 250 GP | 19   | +15.922   | 24°     |       |
| 20°  | 19 | Scott Ogden          | VisionTrack Racing             | Honda NSF250R | 19   | +16.441   | 26°     |       |
| 21°  | 20 | Lorenzo Fellon       | CIP Green Power                | KTM RC 250 GP | 19   | +18.035   | 30°     |       |
| 22°  | 9  | Nicola Fabio Carraro | Rivacold Snipers               | Honda NSF250R | 19   | +28.738   | 18°     |       |
| 23°  | 70 | Joshua Whatley       | VisionTrack Racing             | Honda NSF250R | 19   | +31.758   | 21°     |       |
| 24°  | 63 | Syarifuddin Azman    | MT Helmets - MSI               | KTM RC 250 GP | 19   | +33.894   | 20°     |       |
| 25°  | 38 | David Salvador       | CIP Green Power                | KTM RC 250 GP | 19   | +34.011   | 28°     |       |
| 26°  | 64 | Mario Aji            | Honda Team Asia                | Honda NSF250R | 19   | +34.104   | 25°     |       |
| 27°  | 32 | Krittapat Keankum    | Yamaha Thailand Racing         | Honda NSF250R | 19   | +75.028   | 29°     |       |
| 28°  | 33 | Tatchakorn Buasri    | Honda Team Asia                | Honda NSF250R | 19   | +1 giro   | 27°     |       |

### Ritirati
| Nº | Pilota       | Squadra                        | Motocicletta  | Giri | Griglia |
| -- | ------------ | ------------------------------ | ------------- | ---- | ------- |
| 44 | David Muñoz  | Boé Motorsports                | KTM RC 250 GP | 9    | 15°     |
| 71 | Ayumu Sasaki | Liqui Moly Husqvarna Intact GP | Husqvarna     | 8    | 3°      |